# عبد الكريم حرشاوي
عبد الكريم حرشاوي سياسي جزائري، شغل منصب وزير المالية بحكومة حمداني.

## الوفاة
توفي عبد الكريم حرشاوي في 1 أغسطس 2024.